# الهبوب (مسلسل)
الهبوب هو مسلسل درامي سعودي من إخراج إبراهيم شكيري ومن تأليف فيصل فهيد سنة 2022، وبطولة كل من شعيفان محمد العتيبي، دريعان الدريعان، زارا البلوشي، أيمن المطهر، ربيع القاطي، كليلة بونعيلات، أسامة البسطاوي، ميلا الزهراني، وغيرهم. صور المسلسل بين السعودية والمغرب، وانطلق عرضه بتاريخ 20 أكتوبر 2022 على شاهد.

## قصة المسلسل
يختفي رجل الأعمال المغامر سعود في ظروف غامضة أثناء رحلته، فتبدأ ابنته صيتة وأصدقاؤها مهمة بحث، تأخذهم إلى ثقب زمني يعيدهم إلى زمن الاحتلال العثماني للجزيرة العربية.

## طاقم التمثيل
- شعيفان محمد العتيبي
- دريعان الدريعان
- زارا البلوشي
- أيمن المطهر
- ربيع القاطي
- كليلة بونعيلات
- أسامة البسطاوي
- محمد الفهد
- مشعل المطيري
- عبد الله البراق
- ميلا الزهراني
- ريم فهد
- فاطمة الشريف

## وصلات خارجية
- الهبوب على موقع قاعدة بيانات الأفلام العربية